# Rajd dell’Isola d’Elba 1979
Rajd dell’Isola d’Elba 1979 (12. Rallye dell’Isola d’Elba) – 12 edycja rajdu samochodowego Rajd dell’Isola d’Elba rozgrywanego we Włoszech. Rozgrywany był od 26 do 28 kwietnia 1979 roku. Była to szesnasta runda Rajdowych Mistrzostw Europy w roku 1979 (rajd miał najwyższy współczynnik - 4).

## Klasyfikacja rajdu
| Miejsce                      | Kierowca                     | Pilot                        | Samochód                     | Czas                         | Strata                       |                              |
| Klasyfikacja generalna i ERC | Klasyfikacja generalna i ERC | Klasyfikacja generalna i ERC | Klasyfikacja generalna i ERC | Klasyfikacja generalna i ERC | Klasyfikacja generalna i ERC | Klasyfikacja generalna i ERC |
| ---------------------------- | ---------------------------- | ---------------------------- | ---------------------------- | ---------------------------- | ---------------------------- | ---------------------------- |
| 1.                           | Antonio Fassina              | Mauro Mannini                | Lancia Stratos HF            | 6:37:16                      | 0.0                          |                              |
| 2.                           | Attilio Bettega              | Maurizio Perissinot          | Fiat 131 Abarth              | 6:43:53                      | +6:37                        |                              |
| 3.                           | Mauro Pregliasco             | Vittorio Reisoli             | Alfa Romeo Alfetta GTV       | 6:47:01                      | +9:45                        |                              |
| 4.                           | Jochi Kleint                 | Gunter Wanger                | Opel Ascona i2000            | 6:48:39                      | +11:23                       |                              |
| 5.                           | Angelo Presotto              | Massimo Sghedoni             | Ford Escort RS 2000 MKII     | 6:53:58                      | +16:42                       |                              |
| 6.                           | Andrea Betti                 | Luca Betti                   | Lancia Stratos HF            | 7:04:33                      | +27:17                       |                              |
| 7.                           | Sandro Dean                  | Maria Vittoria Dean          | Ford Escort RS 2000 MKII     | 7:08:22                      | +31:06                       |                              |
| 8.                           | Paolo Pasutti                | Giulio Bisol                 | Porsche 911 Carrera          | 7:12:02                      | +34:46                       |                              |
| 9.                           | Luigi Zandonà                | Roberto Stradiotto           | Opel Kadett GT/E             | 7:17:14                      | +39:58                       |                              |
| 10.                          | Giuseppe Torchio             | Nizzotti                     | Porsche 911 Carrera          | 7:18:23                      | +41:07                       |                              |